# Pedralva (Minas Gerais)
Pedralva is een gemeente in de Braziliaanse deelstaat Minas Gerais. De gemeente telt 11.351 inwoners (schatting 2009).

## Aangrenzende gemeenten
De gemeente grenst aan Conceição das Pedras, Cristina, Maria da Fé, Natércia, Santa Rita do Sapucaí en São José do Alegre.

## Galerij

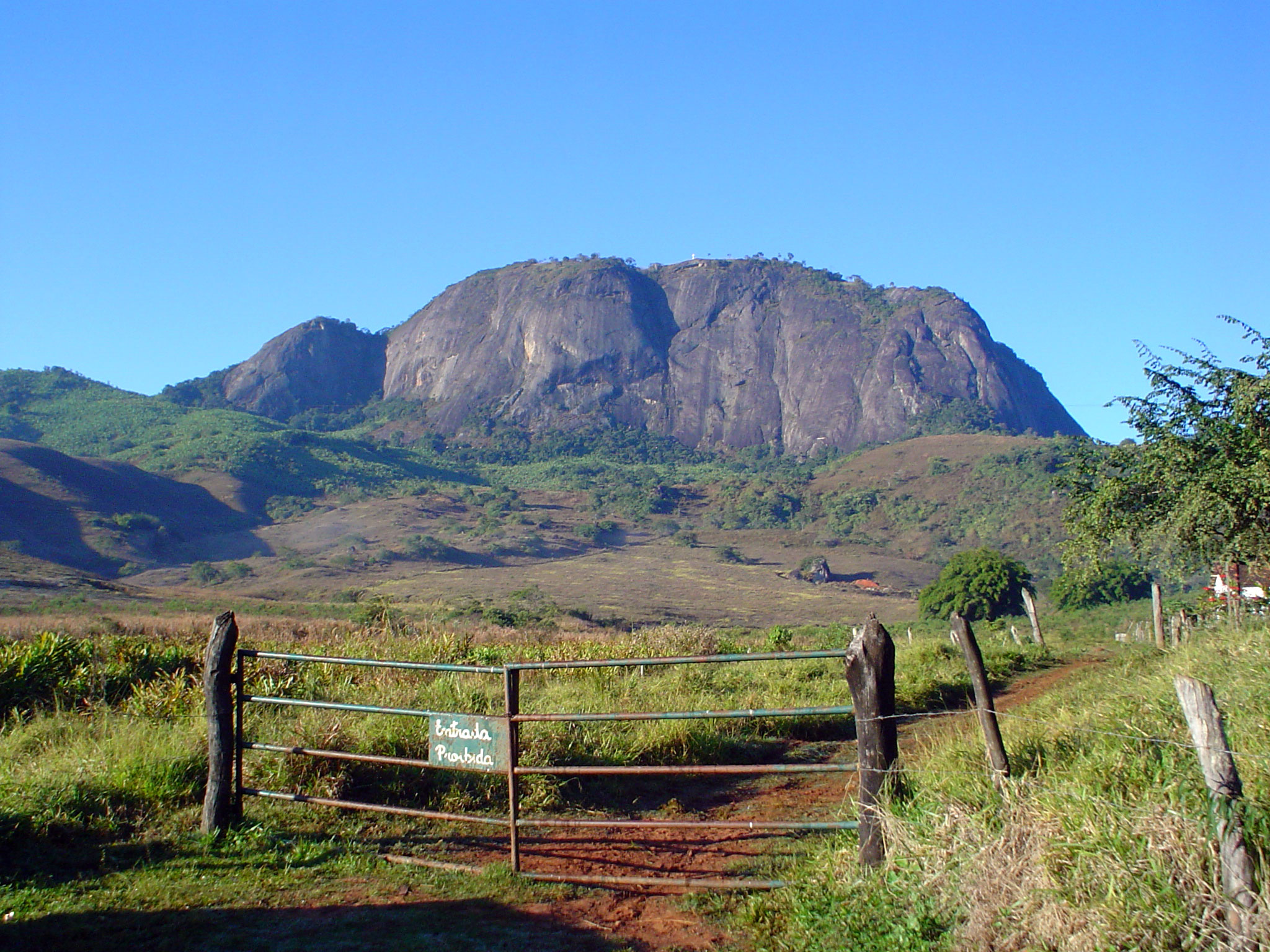
De berg Serra do Pedrão